# Synklinal

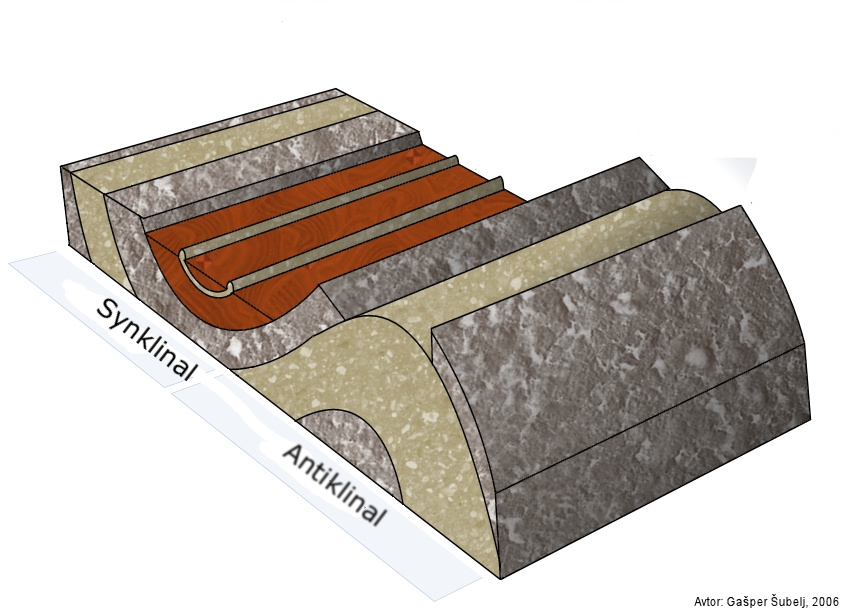
Synklinal och antiklinal

Synklinal, även synklin eller tråg, är den konkava delen i en veckning av berggrund (flexur), och motsatsen till antiklinal. I strukturell geologi är en synklinal ett veck med yngre lager närmare centrum av strukturen, medan en antiklinal är det omvända till en synklinal. En synklinorium (plural synklinoriums eller synklinoria) är en stor synklinal med överlagrade mindre veck. Synklinaler är typiskt ett nedåtriktat veck (synform), benämnt en synformal synklinal (det vill säga en dalgång), men synklinaler som pekar uppåt kan hittas när strata har välts och vikts (en antiformell synklinal).

## Karakteristik

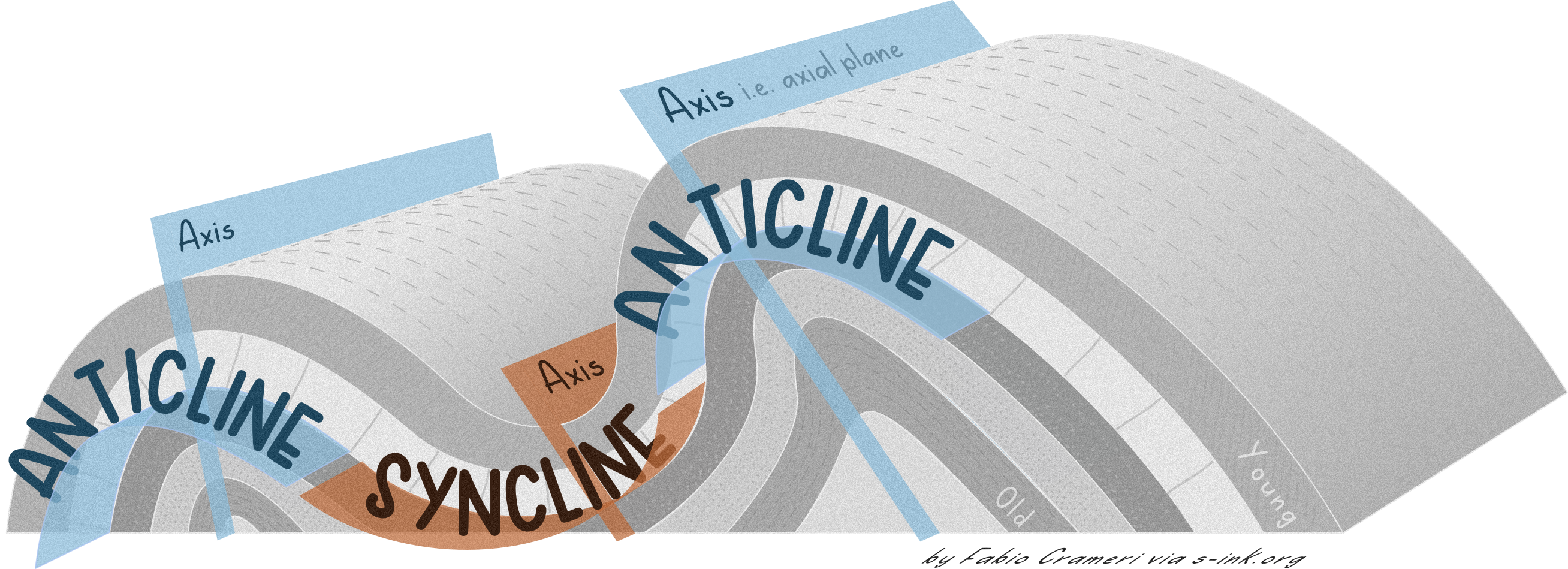
En synklinal är ett veck av berg med yngre stenlager närmare centrum av strukturen, medan en antiklinal är det omvända till en synklinal.

På en geologisk karta känns synklinalerna igen som en sekvens av bergskikt, med det yngsta i veckets mitt eller "gångjärn" och med en omvänd sekvens av samma bergskikt på motsatt sida av gångjärnet. Om vikmönstret är cirkulärt eller långsträckt är strukturen en bassäng. Veckningar bildas vanligtvis under jordskorpans deformation som ett resultat av kompression som åtföljer orogen bergsbyggnad.

## Notervärda exempel

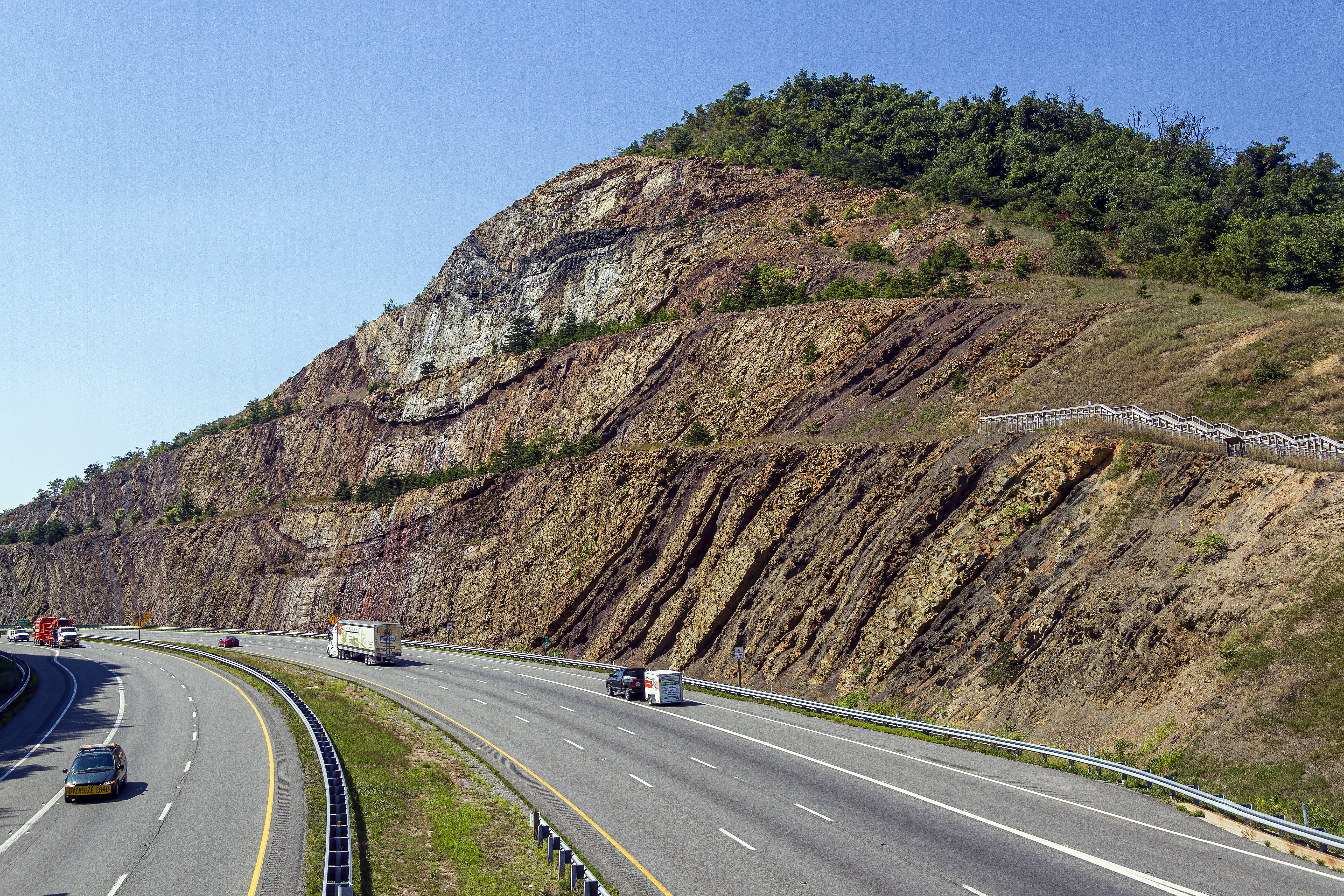
Synklinal uppvisad i Sideling Hill vägskärning
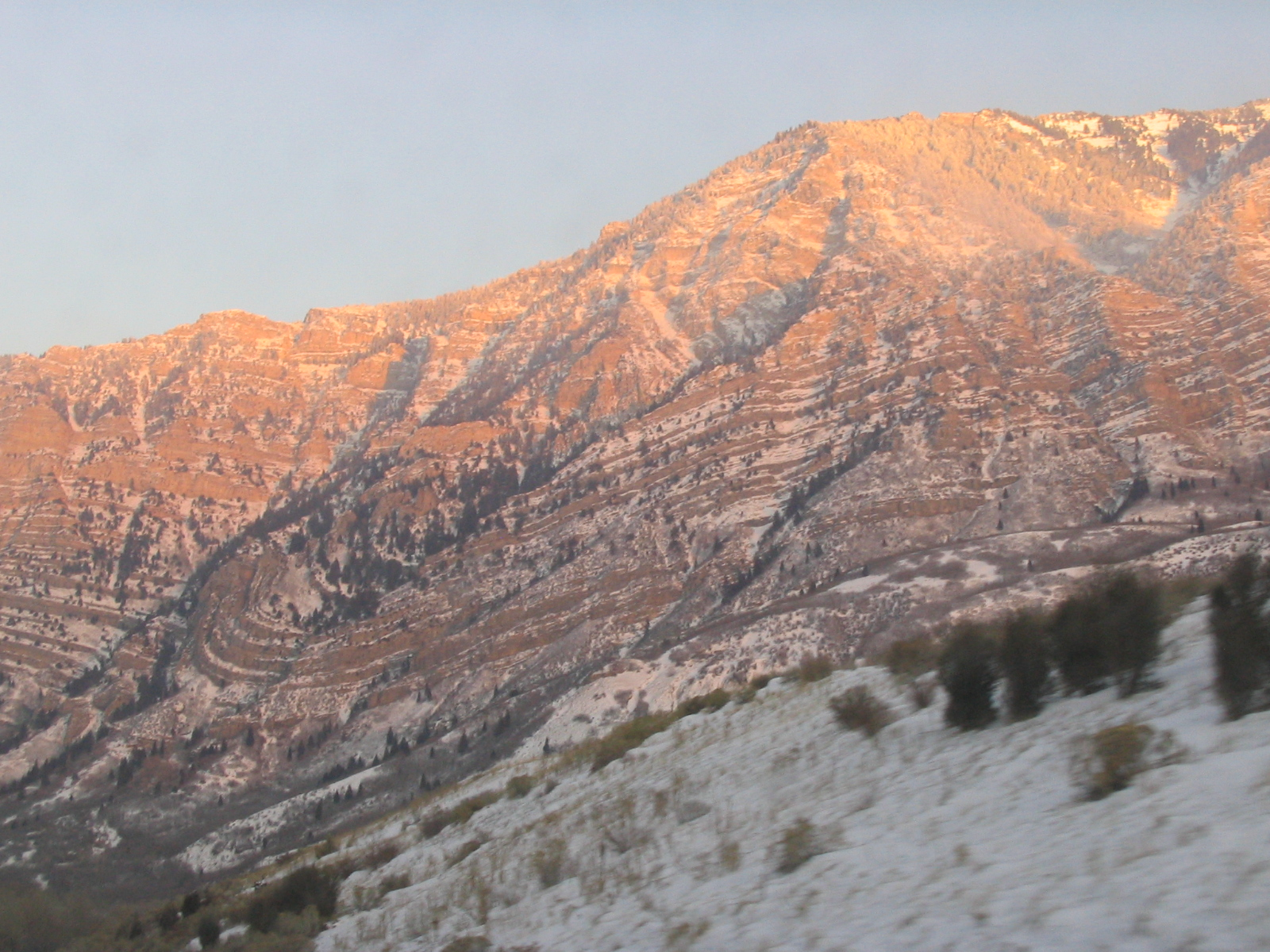
Snötäckt synklinal i Provo Canyon, Utah
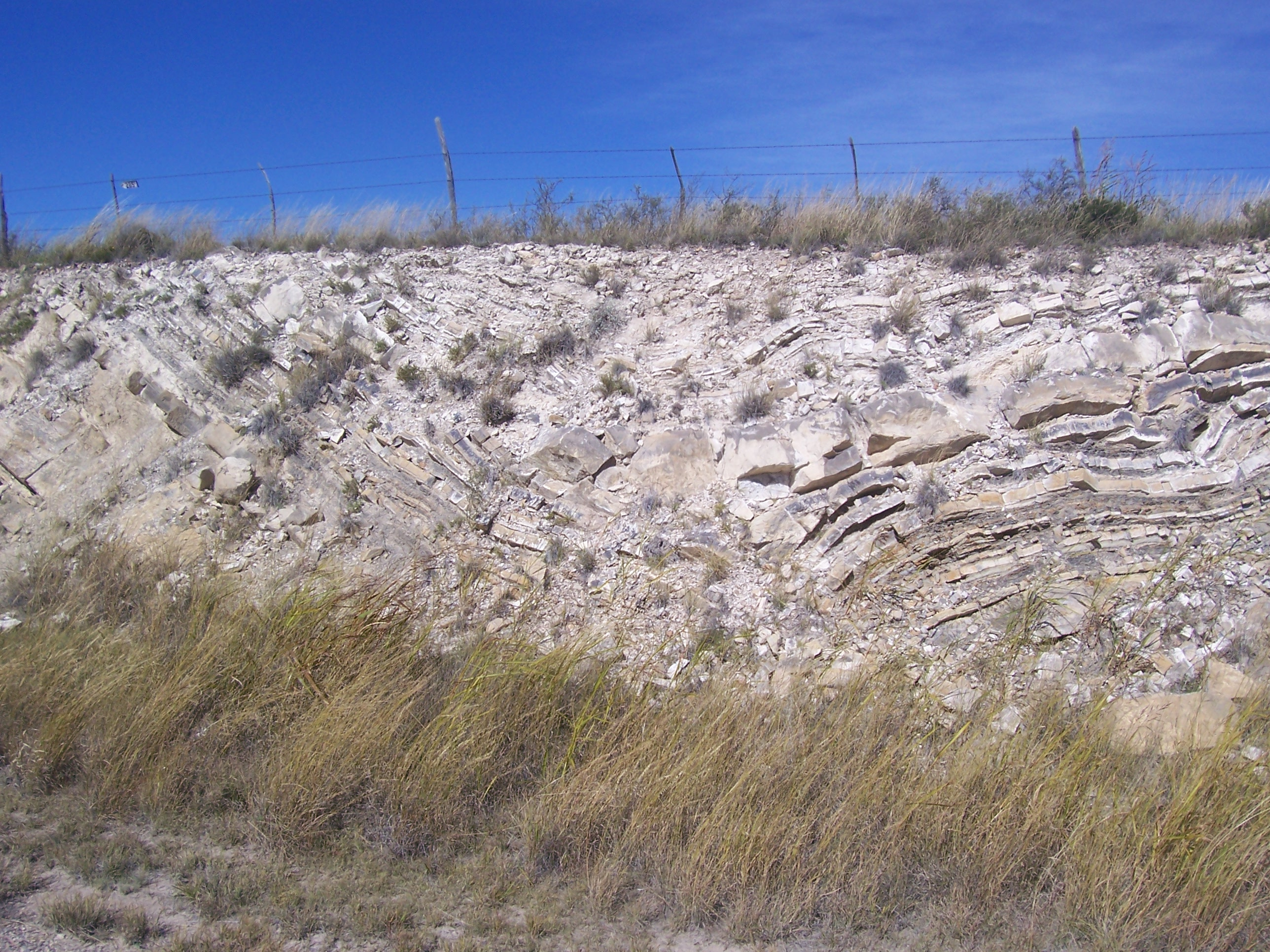
Vägskärning nära Fort Davis, Texas med en synklinal
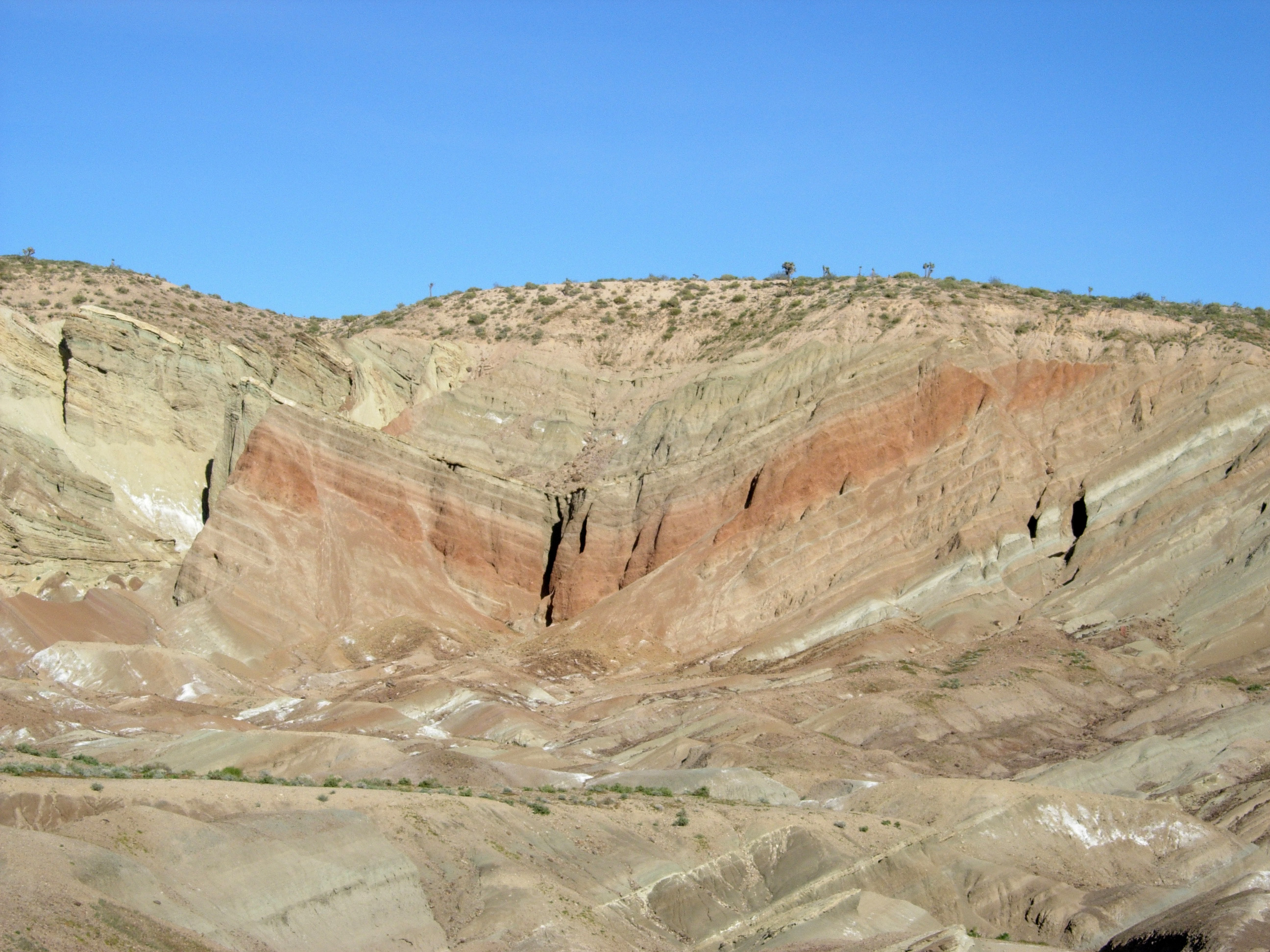
Rainbow Basin synklinal i the Barstow Formation nära Barstow, Kalifornien
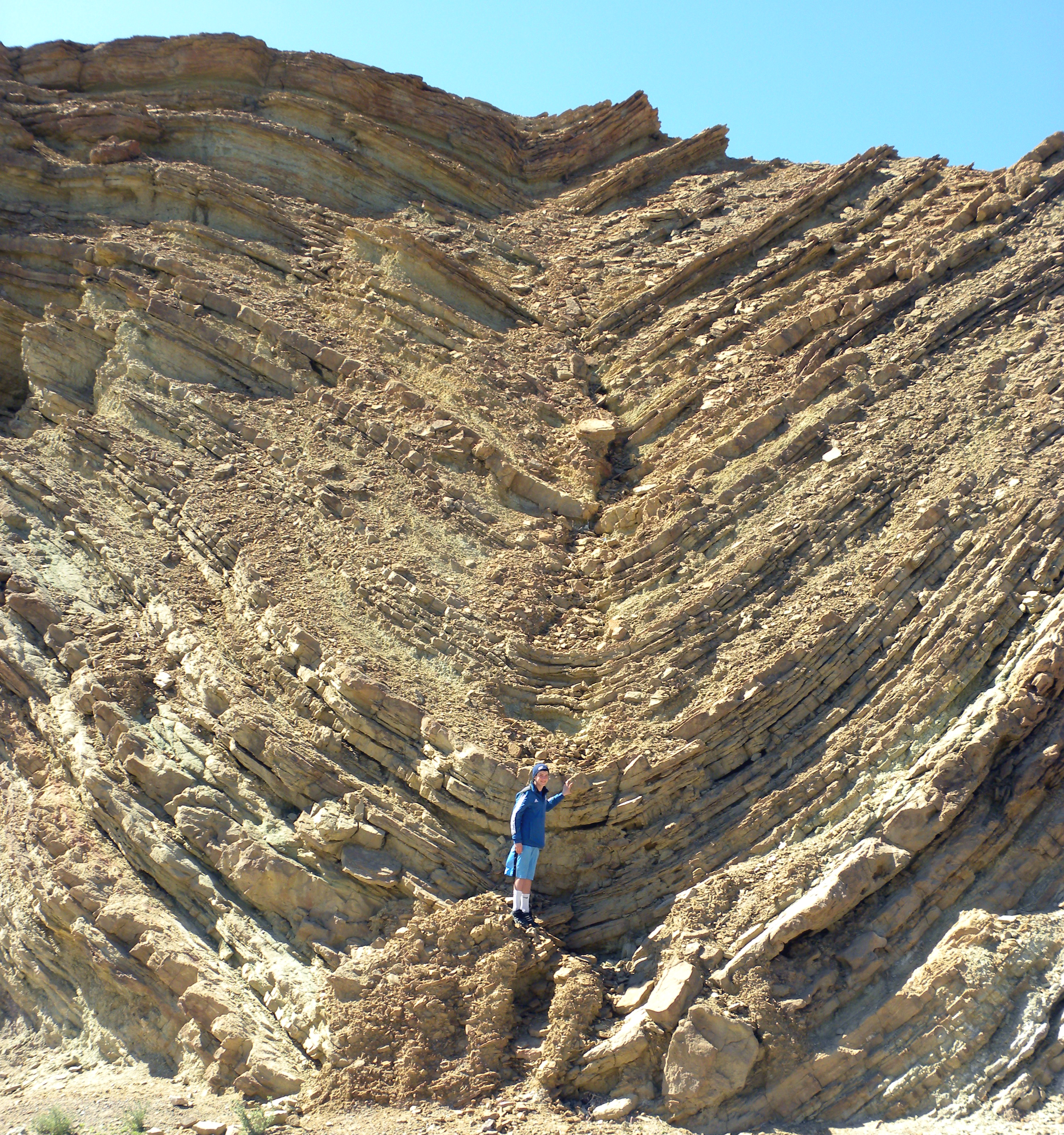
Synklinal på den nedre parkeringsplatsen i Calico Ghost Town; den formbara vikningen är vid basen och den spröda är ovanför.
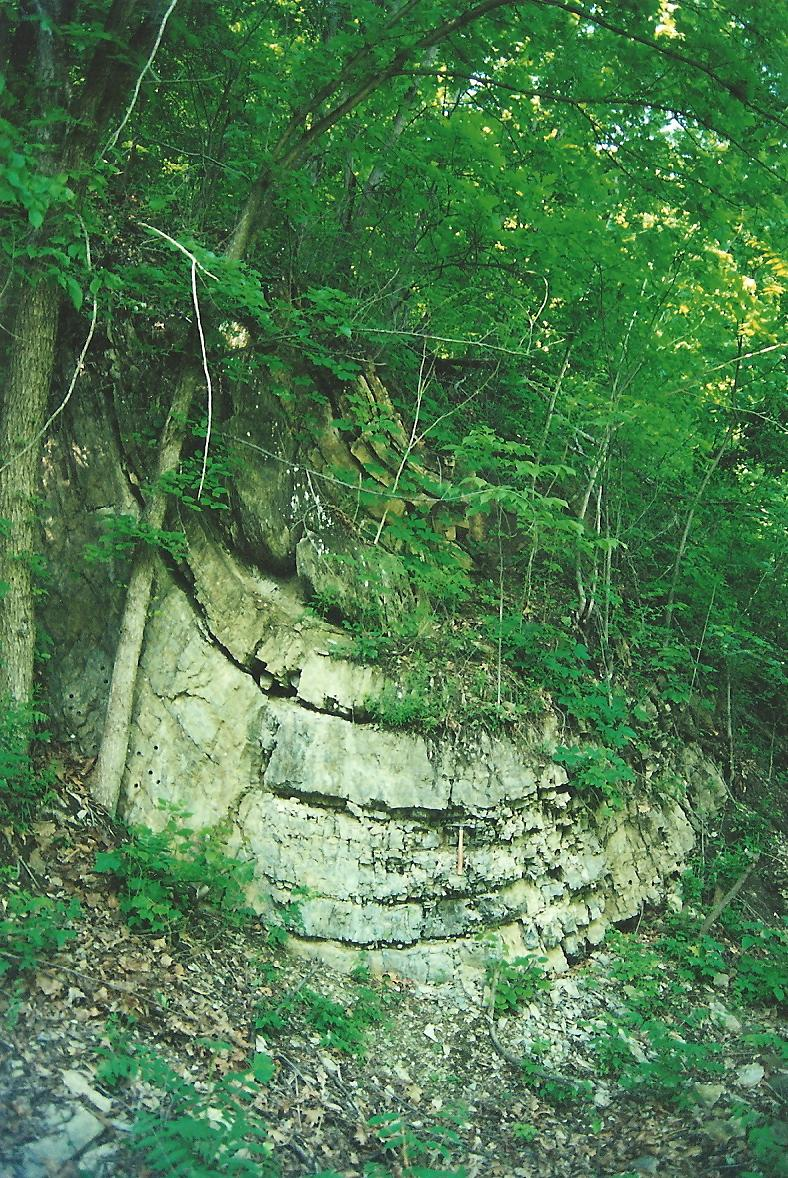
Synklinalveck i Silurian Wills Creek Formation eller Bloomsburg Formation vid Roundtop Hill (Maryland)
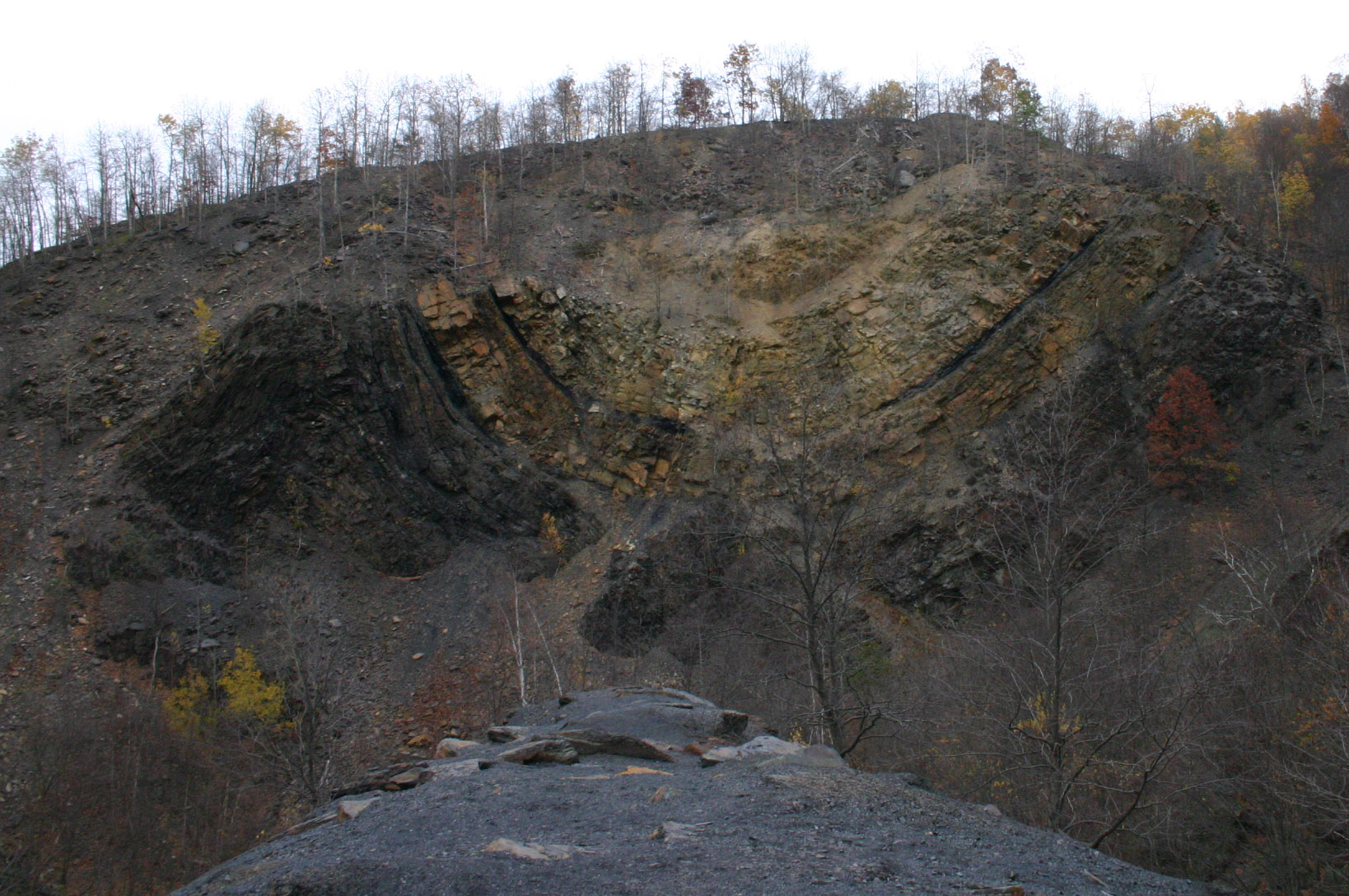
Östra väggen av Bear Valley Strip Mine, nära Pennsylvania
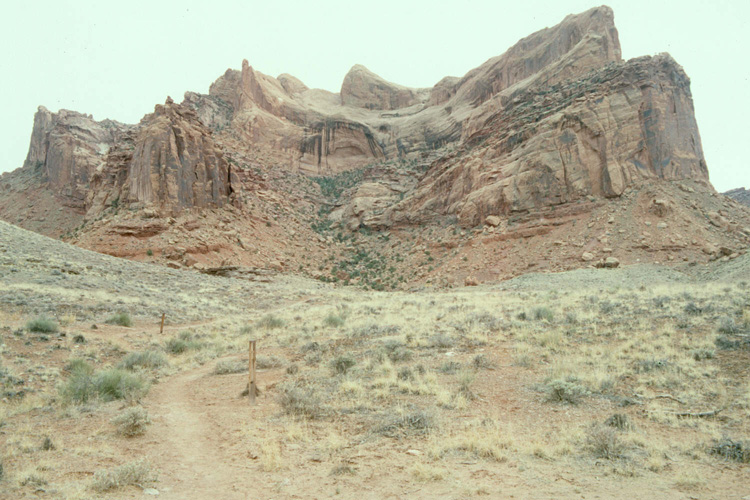
Synklinal i Navajo Sandstone, Upheaval Dome, Canyonlands nationalpark, Utah
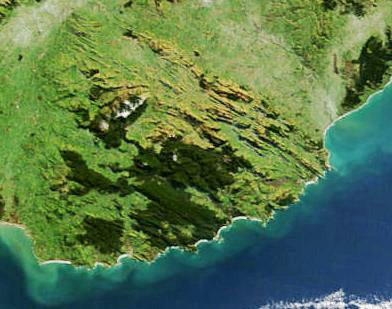
Satellitbild av del av Nya Zeelands Southland Syncline, visande parallella veck i riktning nordväst–sydöst
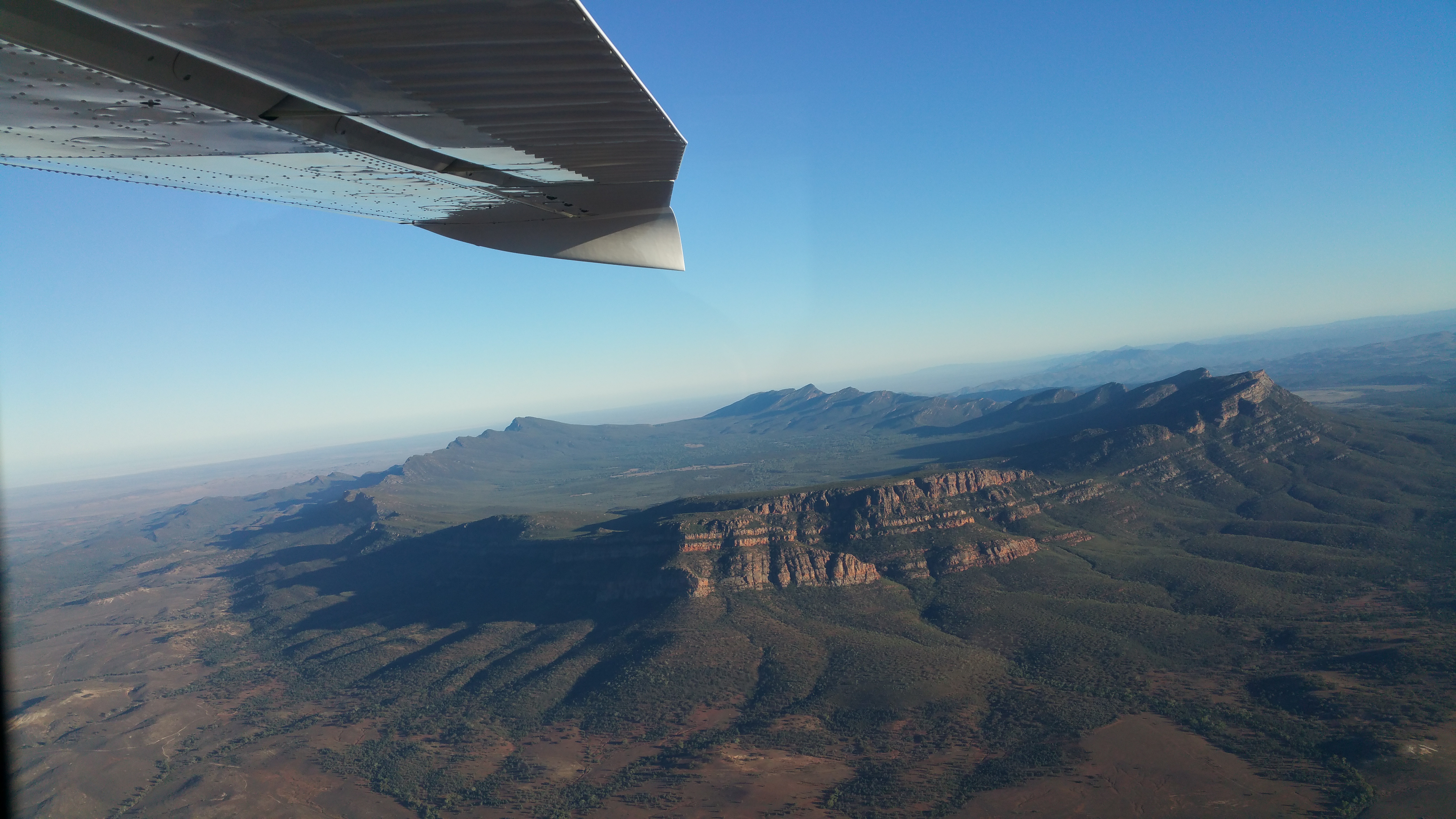
Wilpena Pound, en synklinal bassäng i the Flinders Ranges of South Australia